# Aisberg

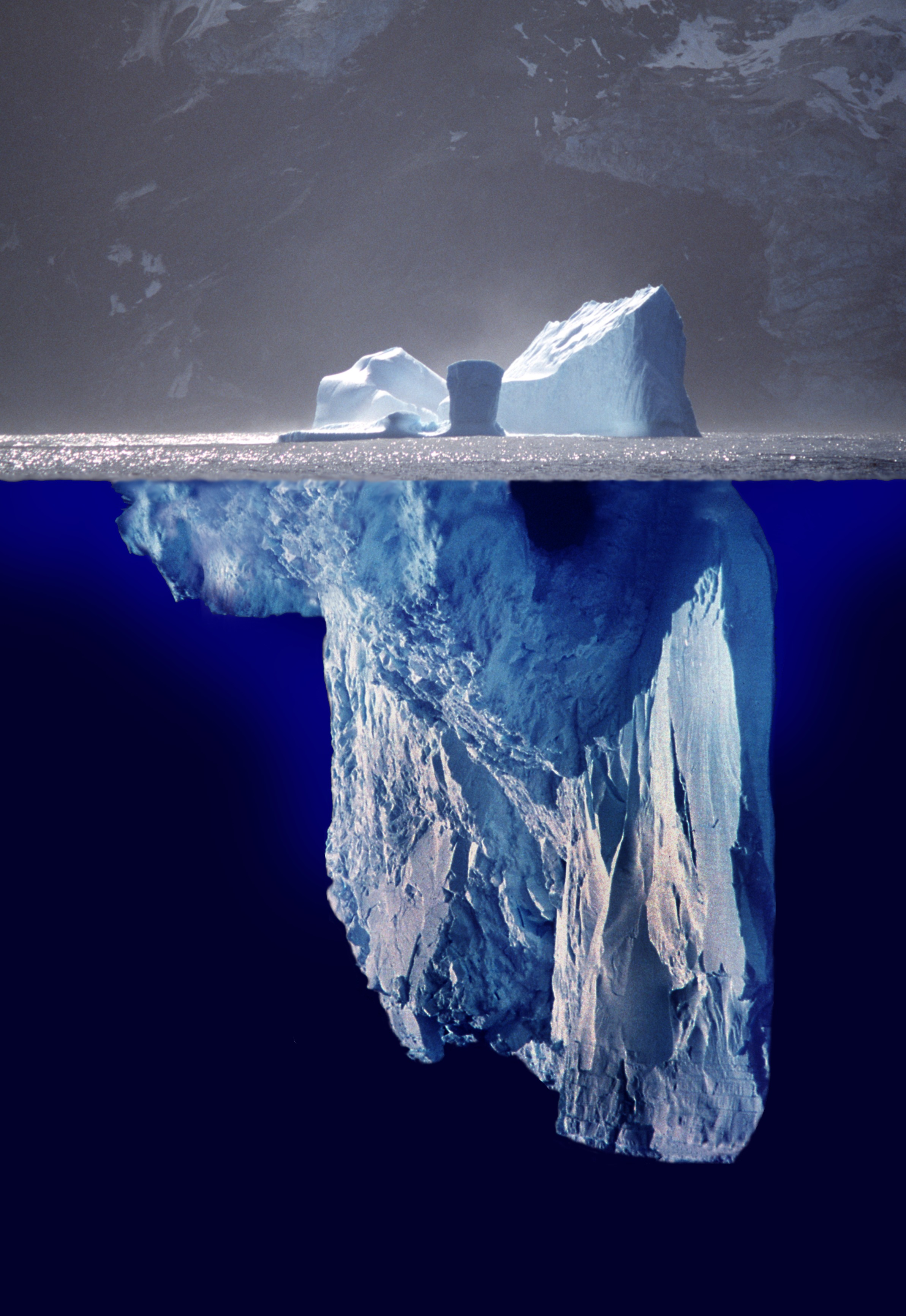
Un aisberg privit pe verticală; se remarcă raportul de circa 11:12 între volumul (și deci al masei) părții scufundate și volumul total.

Termenul aisberg, sau ghețar plutitor (posibil din neerlandeză: ijsberg, sau din germană: Eisberg) desemnează un bloc mare de gheață desprins din una din calotele polare glaciale ale Terrei, care navighează spre zonele calde ale globului influențând clima zonelor învecinate și stingherind navigația maritimă. 

## Etimologie
Cuvântul aisberg este un cuvânt provenind dintr-o combinație de cuvinte din limbile scandinave însemnând gheață și munte, un aisberg însemnând un munte de gheață.

## Caracteristici

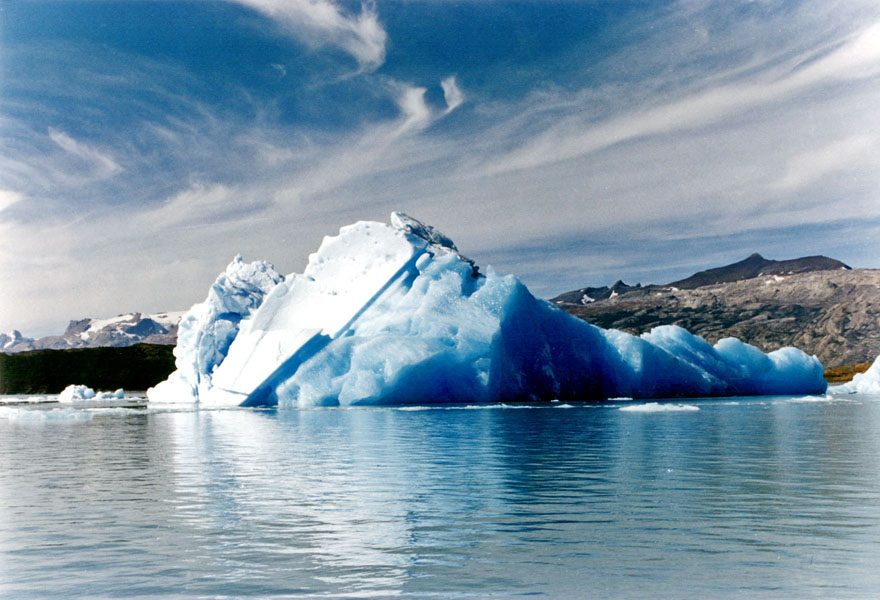
Aisberg fotografiat în momentul desprinderii de țărm, Parcul Național Santa Cruz – Los Glaciares, Argentina.

Știut fiind faptul că apa sărată nu îngheață la temperaturile de pe Terra decât în anumite condiții și că nu poate forma blocuri masive și stabile de gheață, aisbergurile sunt, de fapt, blocuri de gheață de apă pură. Din moment ce densitatea acesteia este de aproximativ 920 kg/m3, în timp ce a apei sărate a mărilor și oceanelor este de circa 1025 kg/m3, aproximativ 90–92 % (11/12 după alte estimări) din întreg volumul unui aisberg este subacvatic. Ca atare, forma porțiunii scufundate poate fi estimată cu greu, doar privind partea vizibilă de deasupra apei. Nu întâmplător, acest fapt a dus la crearea expresiei „partea văzută (sau nevăzută) a aisbergului” desemnând orice problemă ale cărei implicații sunt mult mai complexe decât aparenta privire a acesteia.
Masa de gheață a aisbergurilor este extrem de compactă, durabilă și dură, putând provoca serioase daune, chiar distrugerea unui vas. De aceea, aisbergurile sunt considerate ca fiind extrem de periculoase pentru navigația maritimă. Cea mai faimoasă scufundare din istoria navigației este cea a pachebotului Titanic în noaptea de 14 spre 15 aprilie 1912, care s-a produs la aproximativ 2 ore și 40 de minute după impactul cu un aisberg.

## Urmărirea aisbergurilor

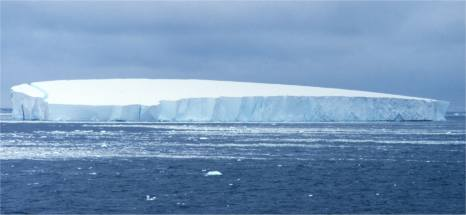
Un aisberg „plat”

Primul om de știință capabil să explice corect formarea aisbergurilor a fost rusul Mihail Lomonosov. În secolul XX, mai multe organizații științifice au fost create în scopul studierii și urmăririi ghețarilor plutitori. Una din acestea, International Ice Patrol, creată în 1914 pentru a răspunde posibilelor probleme create de existența unor cazuri similare cu ale dezastrului Titanicului, urmărește aisbergurile din apropierea locurilor cunoscute sub denumirea de The Grand Banks of Newfoundland și furnizează informații pertinente despre limitele zonelor în care organizația operează și unde navigația poate fi periculoasă din cauza aisbergurilor existente.

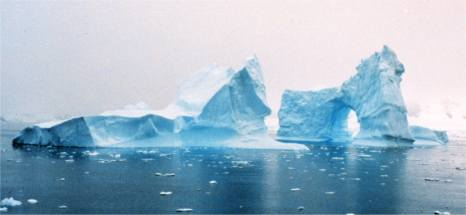
Aisberg prezentând „forme de relief”

Aisbergurile sunt urmărite în întreaga lume de către o organizație din Statele Unite ale Americii, așa-numita National Ice Center (NIC), fondată în 1995, care produce periodic analize și estimări ale gheții, înghețului și poziționării aisbergurilor din Arctica, Antarctica, Marile Lacuri, și Golful Chesapeake. Mai mult de 95 % din datele utilizate în aceste analize și preziceri se datorează informațiilor furnizate de senzorii sateliților ce gravitează pe orbite polare.
Această organizație (NIC) este singura care denumește și poziționează toate aisbergurile provenite din Antarctica. De asemenea, NIC desemnează fiecărui aisberg mai mare decât 10 mile marine o axă longitudinală după care poate fi geopoziționat în orice moment, precum și o literă indicând punctul său de origine și un număr curent. Literele utilizate sunt următoarele:

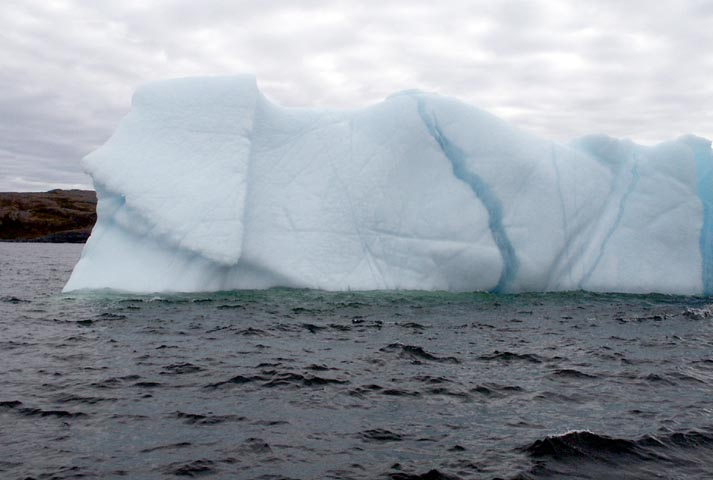
Aisberg lângă insula și provincia canadiană Newfoundland

- A — longitudine 0° la 90° V (Marea Bellingshausen, Marea Weddell de Vest)
- B — longitudine 90° V la 180° (Marea Amundsen, Marea Ross de Est)
- C — longitudine 90° E la 180° (Marea Ross de Vest, Wilkesland)
- D — longitudine 0° la 90° E (Amery Ice Shelf, Marea Weddell de Est)

Spre exemplu, aisbergul B-15, care s-a desprins în 2000 din calota de gheață Ross, având o suprafață inițială de 11.000 km², a fost cel mai mare aisberg înregistrat vreodată. S-a separat în două în noiembrie 2002. Bucata mai mare rămasă, aisbergul B-15A, cu o suprafață de circa 3.000 km², a rămas până în octombrie 2005, când s-a spart în mai multe aisberguri mai mici, fiind cea mai mare bucată de gheață plutitoare din lume înregistrată vreodată.

## Clasificare
Clasificarea aisbergurilor astăzi respectă ceea ce este considerat un standard de clasificare, făcându-se după sistemul organizației, International Ice Patrol (ICP), cea mai veche organizație de studiere și urmărire a ghețarilor plutitori.

### Dimensiuni
| Denumire               | Înălțime deasupra apei | Suprafața de plutire | Lungime estimativă | Masă estimativă |
| ---------------------- | ---------------------- | -------------------- | ------------------ | --------------- |
| Bucată de aisberg      | < 1 m                  | < 20 m²              | < 5 m              | < 120 t         |
| Fragment de aisberg    | 1 m - 5 m              | 20 - 300 m²          | 5 - 15 m           | 120 t - 5400 t  |
| Aisberg mic            | 5 m - 15 m             | > 300 m²             | 15 - 60 m          | 5400 t - 180 kt |
| Aisberg mediu          | 15 m - 45 m            | -                    | 60 - 120 m         | 180 kt - 2 Mt   |
| Aisberg mare           | 45 m - 75 m            | -                    | 120 - 200 m        | > 2 Mt          |
| Aisberg extrem de mare | > 75 m                 | -                    | > 200 m            | ???             |

### Forme
În afara clasificării aisbergurilor din punct de vedere al măririi lor, acestea pot fi clasificate și bazat pe forma lor. Cele două forme de bază sunt tabulară și non-tabulară. Aisbergurile tabulare au versanți abrupți și o suprafață plană în partea lor cea mai înaltă, foarte asemănătoare platourilor montane (sau alpine), cu un raport lungime-înălțime mai mare decât 5:1.

Varii forme de aisberguri sunt 1 - Tabulare; 2 - Pană 3 - Dom; 4 - Doc uscat; 5 - Belvedere ori Capitoliu; 6 - Compact

Un astfel de tip de aisberg se mai numește și insulă de gheață, putând fi foarte mare, așa cum este cazul aisbergului numit Pobeda Ice Island. Aisbergurile din Antarctica formate prin ruperea stratului/platformei de gheață, precum sunt en  Ross Ice Shelf ori en  Filchner-Ronne Ice Shelf, sunt mai ales tabulare. Cele mai mari aisberguri din lume se formează în acest mod.
Aisbergurile netabulare au diferite forme și includ:
- Dom - Un aisberg care are un vârf rotunjit, aidoma unui dom arhitectural;
- Belvedere (capitoliu - Pinnacle) - Un aisberg care are unul sau mai multe structuri conice înalte, precum capitoliile;
- Pană (aidoma uneltei numită astfel, Wedge) - Un aisberg cu o margine abruptă pe o parte și cu o pantă pe partea opusă.
- Doc uscat (Dry-Dock) - un aisberg care a fost erodat (mai mult sau mai puțin) pentru a forma o crestătură sau un canal.
- Compact (Blocky) - Un aisberg cu laturi abrupte, verticale și un vârf plat. Acesta diferă de aisbergurile tabulare prin faptul că raportul dintre lățimea și înălțimea sa este mic, mai mult mai mic decât o foaie plată.

### Faună
Pe aisberguri se pot întâlni unii reprezentanți ai faunei arctice: potârnichea polară (Lagopus lagopus, Lagopus mutus), huhurezul alb (Nycteea scandica), iepurele alb (Lepus timidus), vulpea polară (Alopex lagopus), lemingul (Lemmus lemmus), ursul polar (Ursus maritimus).

## Articole pe teme de glaciologie
- Aisberg
- Alpii înalți
- Antarctica
- Arctica
- Ablație (fenomen)
- Balanța masei unui ghețar
- Calotă polară
- Climatul calotelor polare
- Gheață
- Ghețar
- Glaciologie
- Încălzirea globală
- Înzăpezire
- Linia arborilor
- Linia înghețului
- Linia de îngheț (astrofizică)
- Listă de țări în care ninge
- Nivologie
- Proiectul Habbakuk, un proiect britanic nefinalizat, din timpul celui de-al Doilea Război Mondial, de a construi portavioane „nescufundabile” dintr-un material asemănător gheții, numit pykrete.
- Spărgător de gheață
- Zăpadă
- Zonă de ablație
- Zonă de acumulare